# Guds Andes kraft ger liv åt allt
Guds Andes kraft ger liv åt allt är en psalm med text skriven 1986 av Catharina Broomé efter Maria Luise Thurmairs text från 1941. Musiken är skriven 1524 i Nürnberg.

## Publicerad i
- Psalmer och Sånger 1987 som nr 397 under rubriken "Fader, Son och Ande - Anden, vår hjälpare och tröst".[1]